# Wikiwand
Wikiwand är en privat webbplats som utvecklats för att vara ett alternativt användargränssnitt till uppslagsverket Wikipedia. Den grundades av Lior Grossman och Ilan Lewi och lanserades 2014. Syftet var att ta fram ett mer modernt och attraktivt gränssnitt då Wikipedias egna var gammalt och svårnavigerat enligt grundarna.

## Funktioner
- Wikiwand erbjuder ett tillägg till webbläsare som automatiskt öppnar artiklar på Wikipedia i deras gränssnitt.
- Större text och smalare bredd på stycken för bättre läsbarhet.
- Innehållsförteckningen fixeras till vänsterkanten, och alla andra "val" finns i en ikonrad längst upp.
- Länkarna har en förhandsvisning, vilket gör att det går att stanna kvar på huvudsidan men ändå få ytterligare information.[2]